# Deutsche Post
Deutsche Post AG es una empresa alemana de correos fundada en 1995. Su sede está situada en Bonn y tiene más de 520.000 empleados en más de 220 países de todo el mundo. Generó unos ingresos de 63.500 millones de euros en 2007.

## Historia
La empresa de correos Deutsche Post surgió entre 1989 y 1995 mediante la privatización de la administración de la antigua empresa de correos Deutsche Bundespost. Al mismo tiempo, surgió en las telecomunicaciones la empresa Deutsche Telekom, así como el Deutsche Postbank.
En ese tiempo, el Ministerio de Correos y Telecomunicaciones quedó encargado de las tareas del servicio postal. Después, la recién creada Agencia Federal de Comunicaciones se encargó de todas las actividades relacionadas con la administración postal. 
El 20 de noviembre de 2000 Deutsche Post vendió el 29% de sus acciones en el mercado de capitales. En el mismo año, comenzó la construcción del rascacielos Post Tower en Bonn; y en 2002 al culminar la construcción, el edificio se convirtió en la sede de Deutsche Post. En 1998, Deutsche Post compró el 25% de las acciones de la empresa DHL, hasta que la adquirió comprando el 49% restante en 2002. 
Deutsche Post quedó fuera del control del estado el 14 de junio de 2005 cuando la institución financiera KfW Bankengruppe compró acciones de esta empresa valoradas en 2 millones de euros. 
Deutsche Post es miembro de la organización del Movimiento Europeo en Alemania (Europäische Bewegung Deutschland) 
El empresario alemán Klaus Zumwinkel fue el presidente ejecutivo de la empresa desde 1990 hasta 2008. Renunció al cargo el 15 de febrero de 2008 ante la presión de la opinión pública debido a una investigación que le vinculaba a una evasión de impuestos. El 18 de febrero del mismo año Frank Appel fue elegido de manera unánime como el nuevo presidente de Deutsche Post, sucediendo así a Klaus Zumwikel.

## Ganancias
En el año 2006, Deutsche Post alcanzó ingresos de 60.500 millones de euros y un beneficio económico neto de 3870 millones de euros, mientras que en 2007 la empresa logró ingresos de 63.500 millones de euros (+4,9% ingresos que en 2006) con un beneficio económico de 3200 millones de euros. En 2007 el beneficio económico fue un 17,3% menor con respecto a 2006.

## Subdivisiones corporativas
Deutsche Post opera a través de cuatro subdivisiones corporativas:
- Correos: La división de correos se dedica al envío de cartas en Alemania y ofrece servicios a empresas, oficinas de ventas y centros de producción alrededor del mundo.
- Servicio expreso de correos: Esta división se encarga del transporte de mensajes y paquetes alrededor del mundo mediante correo aéreo o terrestre a través de la empresa DHL.
- Logística: La división de logística opera también a través de la empresa DHL, que realiza servicios de logística y tiene contratos a largo plazo con empresas multinacionales.
- Finanzas: La división de finanzas opera sus transacciones financieras a través de una subsidiaria del Deutsche Postbank.